# Simas Jasaitis
Simas Jasaitis (nacido el 26 de marzo de 1982 en Vilna, República Socialista Soviética de Lituania, Unión Soviética) es un jugador de baloncesto lituano, que pertenece a la plantilla del Chocolates Trapa Palencia. Juega como alero. Ha sido además internacional con la selección de baloncesto de Lituania. Actualmente está casado con la influencer y cantante Oksana Pikul Jasaitienė

## Biografía
Su primer equipo en la LKL fue el Sakalai durante la temporada 2000-01. Al finalizar el 2001 fue traspasado al Lietuvos Rytas, y jugó hasta el 2006. En su primera temporada en el club promedió 8 puntos y 3,6 rebotes por partido.
Más tarde dejó la liga lituana para firmar por el Maccabi Tel Aviv. 
En la temporada 2007/2008 emprendería una nueva aventura en España. Ese mismo año abandonó el Maccabi para fichar por el TAU Cerámica, equipo en el que a pesar de no despuntar se alzaría con el título de la ACB.
Buscando mejor suerte, en la temporada 2008/2009 cambia Vitoria por Badalona, ciudad donde militaría en el DKV Joventut.
En la temporada 2009/10 firma por el Galatasaray Café Crown de la liga turca donde jugó una temporada promediando 13,6 puntos y 6 rebotes.
En el verano de 2010 formó parte de la Selección de Lituania que consiguió la medalla de bronce en el Campeonato del Mundo de Turquía, iniciando la temporada 2010-2011 sin equipo. A finales de 2010 se anunció su fichaje por el Lietuvos Rytas de la LKL de lituania.

## Trayectoria deportiva
- 1999-00. Marciulionis BS.  Lituania
- 2000-06. LKL. Lietuvos Rytas.  Lituania
- 2006-07. BSL. Maccabi Tel-Aviv.  Israel
- 2007-08. ACB. Tau Cerámica.  España
- 2008-09. ACB. DKV Joventut.  España
- 2009-10. TBL. Galatasaray Café Crown.  Turquía
- 2010-11. LKL. Lietuvos Rytas.  Lituania
- 2012-14. PBL. Lokomotiv Kuban.  Rusia
- 2014-15. LKL. Lietuvos Rytas.  Lituania
- 2015-16. LEGA. Orlandina Basket.  Italia
- 2016-18. LEGA. Victoria Libertas Pesaro.  Italia
- 2018-19. LKL. Krepšinio klubas Lietkabelis.  Lituania
- 2019-presente. LEB ORO. Chocolates Trapa Palencia.  España

## Títulos

### Clubes
- 2001-02. Campeón de la LKL con el Lietuvos Rytas.
- 2001-02. Campeón de la NEBL con el Lietuvos Rytas.
- 2004-05. Subcampeón de la Liga Báltica con el Lietuvos Rytas.
- 2004-05. Campeón de la Eurocup de la ULEB con el Lietuvos Rytas.
- 2005-06. Campeón de la LKL con el Lietuvos Rytas.
- 2005-06. Campeón de la Liga Báltica con el Lietuvos Rytas.
- 2006-07. Campeón de la BSL con el Maccabi Tel-Aviv.
- 2007-08. Campeón de la Supercopa ACB con el Tau Cerámica.
- 2007-08. Subcampeón de la Copa del Rey con el Tau Cerámica.
- 2007-08. Campeón de la liga ACB con el TAU Cerámica.

### Selección nacional
- 2007. Medalla de bronce con selección nacional de Lituania en el Eurobasket 2007 de España.
- 2010. Medalla de bronce con selección nacional de Lituania en el Mundobasket 2010 de Turquía.